# SMS Lützow
La SMS Lützow fu il secondo incrociatore da battaglia (Schlachtkreuzer in lingua tedesca) della classe Derfflinger costruito per la Kaiserliche Marine appena prima dell'inizio della prima guerra mondiale.
Ordinato sotto il nome di Ersatz Kaiserin Augusta (Sostituto dell'Imperatrice Augusta) poiché doveva sostituire il vecchio incrociatore protetto SMS Kaiserin Augusta (1892), fu varato il 29 novembre 1913, dopo lunghi test, entrò in servizio l'8 agosto 1915. Rispetto al Derfflinger differiva per avere un compartimento stagno in più e due cannoni secondari da 150 mm in più. La nave fu battezzata in onore del Generalmajor Ludwig Adolf Wilhelm von Lützow, promotore e comandante dei Lützowsches Freikorps una milizia volontaria che combatté nelle guerre napoleoniche.
Il Lützow entrò a far parte del I. Aufklärungsgruppe (I Gruppo da ricognizione) il 20 marzo 1915, non potendo così partecipare alle precedenti azioni della flotta tedesca. Partecipò solamente al bombardamento di Yarmouth e Lowestoft il 24 e 25 aprile 1916, diventando l'ammiraglia del Konteradmiral Franz von Hipper e un mese dopo combatté duramente nella battaglia dello Jutland, tra il 31 maggio ed il primo giugno. Durante la battaglia affondò l'incrociatore da battaglia britannico Invincible e gli è attribuita anche la distruzione dell'incrociatore corazzato HMS Defence.
Durante la battaglia fu gravemente danneggiato da 24 proietti di grosso calibro delle batterie principali delle navi britanniche. Con lo scafo quasi completamente allagato, la nave non fu in grado di riuscire a tornare in porto; l'equipaggio fu evacuato e fu affondata dai siluri lanciati da una delle torpediniere di scorta, la SMS G38.

## Costruzione

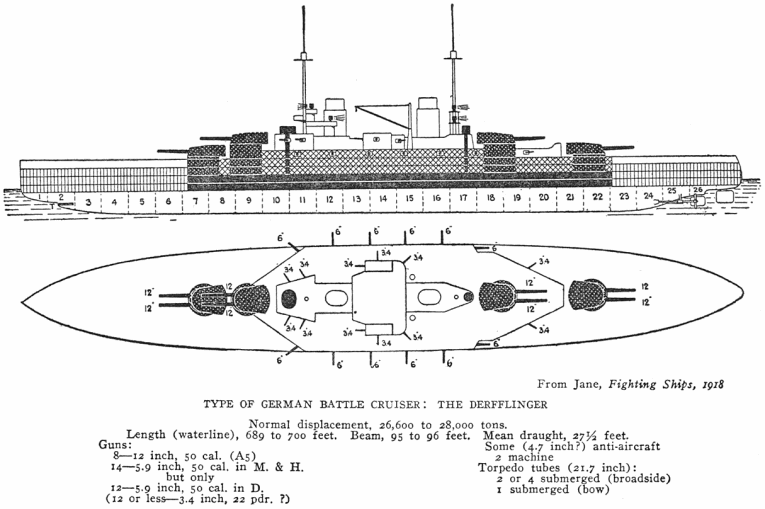
Pianta e profilo della classe Derfflinger, a cui appartiene la Lützow, da Janes Fighting Ships, 1919. Evidenziate, in nero, le parti corazzate.

Il Lützow fu ordinato sotto il nome di Ersatz Kaiserin Augusta (Sostituto dell'Imperatrice Augusta) poiché doveva sostituire il vecchio incrociatore protetto SMS Kaiserin Augusta, vecchio di vent'anni.
Appaltato ai cantieri Schichau-Werft in Danzica, la costruzione dello scafo iniziò nel maggio 1912, e fu varato il 29 novembre 1913.
Entrò in servizio per l'8 agosto 1915 ed iniziò i test di messa a punto presso Kiel, che raggiunse il 23 agosto dove completò l'allestimento e si installò l'armamento. Mentre eseguiva delle esercitazioni, il 25 ottobre, la turbina di bassa pressione di dritta si danneggiò gravemente. Le riparazioni furono effettuate a Kiel e durarono fino al gennaio 1916 a cui seguirono ulteriori prove in mare che furono ultimate per il 19 febbraio. Il Lützow fu assegnato al I. Aufklärungsgruppe il 20 marzo, e si ricongiunse con le altre unità della squadra quattro giorni dopo.
Dislocava, dopo il completamento, 27.000 t standard, e fino a 30.000 t a pieno carico e misurava 210 m al galleggiamento.
Il Lützow sviluppava una velocità 26,4 nodi (48,9 km/h), con un'autonomia di 5.600 miglia a 14 nodi.
Era armato con otto cannoni da 30,5 cm SK L/50

## Servizio

### Bombardamento di Yarmouth e Lowestoft

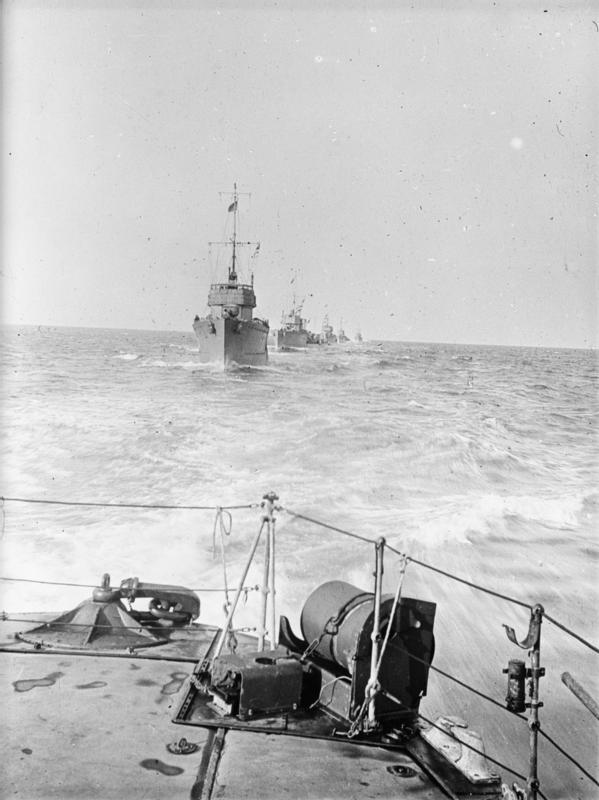
I cacciatorpediniere della Harwich Force navigano in linea.

La prima missione del Lützow fu il bombardamento di Yarmouth e Lowestoft il 24–25 aprile. Hipper era in licenza per malattia, così la squadra di incrociatori da battaglia era al comando del Konteradmiral Friedrich Bödicker. Il Derfflinger, Lützow, Moltke, Seydlitz ed il Von der Tann lasciarono l'estuario del Jade alle 10:55 del 24 aprile, con il supporto di sei incrociatori leggeri e due flottiglie di torpediniere. Le unità principali della Hochseeflotte partirono alle 13:40, per fornire supporto a distanza alle navi di Bödicker. L'Ammiragliato britannico fu informato della sortita tedesca grazie all'intercettazione delle comunicazioni radio della marina tedesca, e fece salpare la Grand Fleet alle 15:50.
Alle 14:00, la squadra di Bödicker aveva raggiunto la posizione al largo di Norderney, dalla quale virò verso nord per evitare gli osservatori olandesi di stanza sull'isola di Terschelling. Alle 15:38, la Seydlitz urtò una mina, che creò una falla di 15 m, appena sotto il portello lanciasiluri di bordata, facendo imbarcare 1,250 t d'acqua. La Seydlitz tornò indietro, insieme agli incrociatori leggeri, alla velocità di 15 nodi. Le altre navi della squadra virarono verso sud, in direzione di Norderney, per evitare ulteriori mine. Alle 16:00, la Seydlitz era in condizioni critiche, così si fermò la nave per permettere a Bödicker di sbarcare. La torpediniera SMS V28 portò Bödicker alla Lützow.
Per le 04:50 del 25 aprile, Gli incrociatori da battaglia tedeschi si stavano avvicinando a Lowestoft quando gli incrociatori leggeri SMS Rostock e SMS Elbing, che sorvegliavano il fianco meridionale della squadra, avvistarono gli incrociatori leggerie i cacciatorpediniere del commodoro Tyrwhitt, la Harwich Force. Bödicker decise di non ingaggiare le navi britanniche, ed iniziò a bombardare Lowestoft. Le navi tedesche distrussero due batterie costiere da 150 mm e danneggiarono alcuni edifici della città.
Alle 05:20, la squadra tedesca si diresse verso nord, verso Yarmouth, che raggiunse alle 05:42. la visibilità era così scarsa che le navi tedesche spararono solo una salva ciascuna tranne la Derfflinger, che sparò 14 colpi dalle sue batterie principali. Le navi tedesche si diressero verso sud, e alle 05:47 incontrarono di nuovo l'Harwich Force, che era stata affrontata dalla squadra dei sei incrociatori leggeri tedeschi. Le navi di Bödicker aprirono il fuoco da una distanza di 12,000 m. Tyrwhitt virò immediatamente e fuggì verso sud, ma non prima che l'incrociatore HMS Conquest subisse gravi danni. In seguito alle comunicazioni dell'attività di sottomarini e torpediniere, Bödicker rinunciò all'inseguimento e si diresse verso est verso la Hochseeflotte. A questo punto, Scheer, che era stato avvertito dell'uscita della Grand Fleet da Scapa Flow, decise di ritirarsi.

### Battaglia dello Jutland

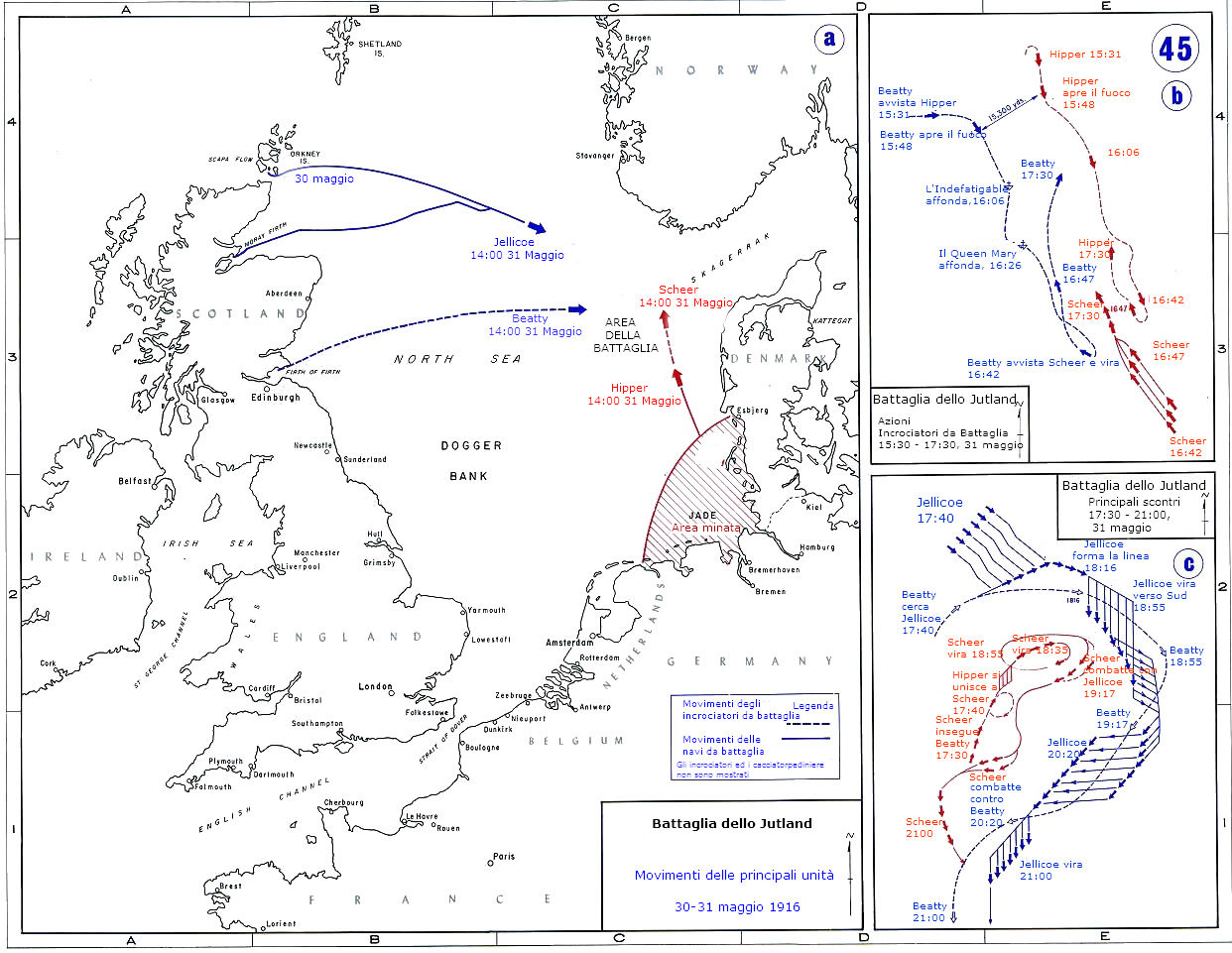
Schema della battaglia dello Jutland

Dopo l'azione su Lowestoft, l'ammiraglio Reinhard Scheer iniziò a programmare un'altra sortita nel Mare del Nord. Inizialmente programmata per la metà di maggio, fu rinviata per il danneggiamento, dovuto ad una mina, del Seydlitz che tardava ad essere riparato—Scheer era riluttante ad affrontare la battaglia senza la sua squadra di incrociatori da battaglia al completo. Il mezzogiorno del 28 maggio, vide il Seydlitz finalmente rimesso a posto e la nave tornò a far parte del I. Aufklärungsgruppe (I Gruppo da ricognizione).
Il Lützow, ed il resto del I Gruppo da ricognizione di Hipper, era all'ancora nell'estuario dello Jade la notte del 30 maggio 1916. Il mattino dopo, alle 02:00 CET, le navi si diressero, lentamente, verso lo Skagerrak ad una velocità di 16 nodi. La Lützow, ammiraglia di Hipper, conduceva una linea di cinque navi, seconda era la pari classe Derfflinger, di seguito nell'ordine la Seydlitz, la Moltke, e la Von der Tann. Di scorta seguiva il II Gruppo da ricognizione, formato dagli incrociatori leggeri Frankfurt, ammiraglia del comandante di squadra (il contrammiraglio Bödicker), il Wiesbaden, il Pillau, e l'Elbing, insieme a 30 torpediniere della II, VI, e IX Flottiglia.
Un'ora e mezzo dopo, la Hochseeflotte al comando dell'ammiraglio Scheer lasciò lo Jade; La flotta era composta da 16 navi da battaglia. La scorta era costituita dal IV Gruppo da ricognizione, formato dagli incrociatori leggeri Stettin, München, Hamburg, Frauenlob, e Stuttgart, con le 31 torpediniere della I, III, V, e VII Flottiglia, guidate dal Rostock. Le sei navi da battaglia pre-dreadnoughts della II squadra da battaglia erano partite dai canali dell'Elba alle 02:45, e si incontrarono con il resto della flotta alle 5:00.
Lo scopo della missione era lo stesso delle precedenti: attirare una porzione della Grand Fleet britannica per distruggerla in battaglia.

#### Primi scontri
Poco prima delle 16:00, la squadra di Hipper incontrò la flotta di incrociatori da battaglia di Beatty. Alle 16:00 Hipper ordinò che il segnale Distribuzione del tiro da sinistra fosse issato sulla Lützow. Le navi tedesche aprirono il fuoco per prime, alla distanza di 14.000 m. I due incrociatori da battaglia britannici che conducevano la linea, il HMS Lion ed il HMS Princess Royal, concentrarono il tiro sulla Lützow. I telemetristi britannici sbagliarono la distanza delle navi tedesche e la prima salva cadde un miglio dietro i bersagli.
Quando le due linee si allinearono per la battaglia, la Lützow iniziò a duellare con la sua controparte nella linea britannica, la Lion.

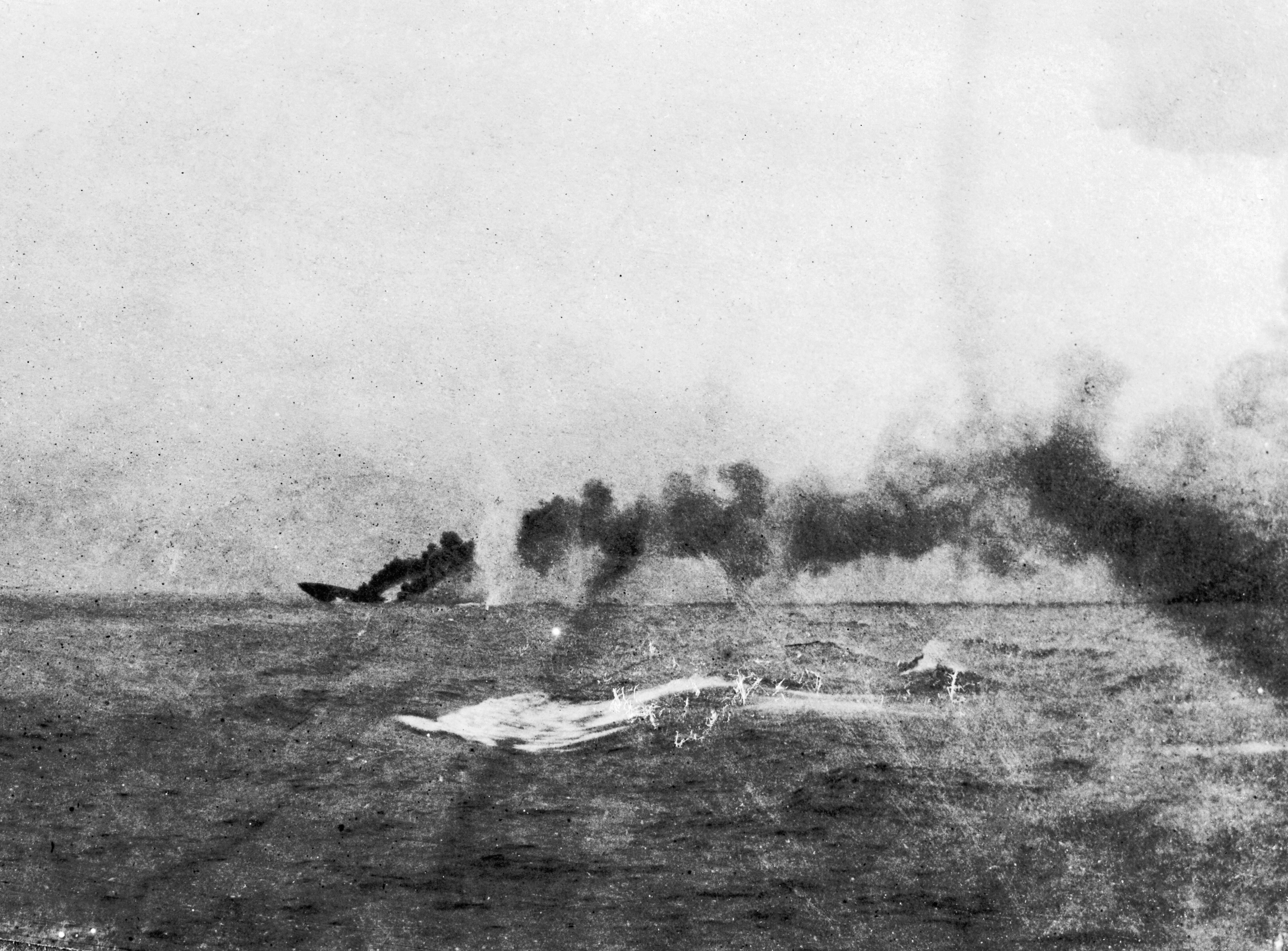
L'affondamento dell'Indefatigable

Per le 16:51, la Lützow aveva colpito la nave avversaria due volte, ma senza causare danni rilevanti. Nove minuti dopo, la Lion colpì per la prima volta la Lützow; una salva dell'incrociatore da battaglia britannico la colpì il castello di prua, senza fare gravi danni. Quasi contemporaneamente, la Lützow assestò un tremendo colpo alla Lion; uno dei proietti da 305 mm penetrò il tetto della torretta centrale "Q" della Lion e fece esplodere le munizioni ivi contenute. Solo l'azione risoluta del comandante della torretta, il maggiore Francis Harvey, che ordinò l'allagamento della santabarbara evitò una catastrofica esplosione. Comunque, circa 30 minuti dopo la distruzione della torretta, il fuoco si propagò nella camera di caricamento che era direttamente al di sopra della santabarbara, e fece esplodere le cariche che vi erano conservate, l'esplosione avrebbe potuto distruggere la nave se si fosse propagata alla santabarbara se questa non fosse stata allagata.
Alle 17:03, l'incrociatore da battaglia HMS Indefatigable fu distrutto dopo 15 minuti di fuoco del Von der Tann. A questo punto, gli incrociatori da battaglia di Hipper entrarono nel raggio d'azione della Vª squadra da battaglia (5th Battle Squadron), formata dalle nuove navi da battaglia della classe Queen Elizabeth, che erano dotate di cannoni da 381 mm, ed iniziarono a colpire il Von der Tann ed il Moltke.
In seguito ai danni inflitti dal Lützow sul Lion, il Derfflinger perse la visuale sulla nave britannica, e così, alle 17:16, trasferì il fuoco sulla Queen Mary. Anche il Seydlitz stava colpendo il Queen Mary e sotto il fuoco combinato dei due incrociatori tedeschi, la Queen Mary fu colpita ripetutamente in rapida successione. Gli osservatori sulla New Zealand e sulla Tiger, le due navi che precedevano la Queen Mary e la seguivano nella linea, riferirono di tre colpi, di una salva di quattro, che colpirono la nave nello stesso istante. Due ulteriori colpi seguirono, ed una enorme esplosione si generò a centronave; dalla nave, spezzata in due, eruppe un'enorme nuvola di fumo nero.
Subito dopo la distruzione della Queen Mary, i cacciatorpediniere di entrambe le parti cercarono di attaccare le navi avversarie, i cacciatorpediniere britannici Nestor e Nicator lanciarono due siluri ognuno, contro la Lützow, fallendo il bersaglio.
Le prime navi della flotta da battaglia tedesca entrarono per le 18:00 nel raggio d'azione degli incrociatori britannici e delle navi della classe Queen Elizabeth ed iniziarono a scambiarsi colpi. Durante l'ingaggio fra l'intera Hochseeflotte e il 1st Battlecruiser ed il 5th Battle Squadron, la Lützow danneggiò entrambi gli apparati radio; dopo di che, il solo mezzo di comunicazione fra le navi fu tramite i segnali luminosi.

#### Scontro tra flotte

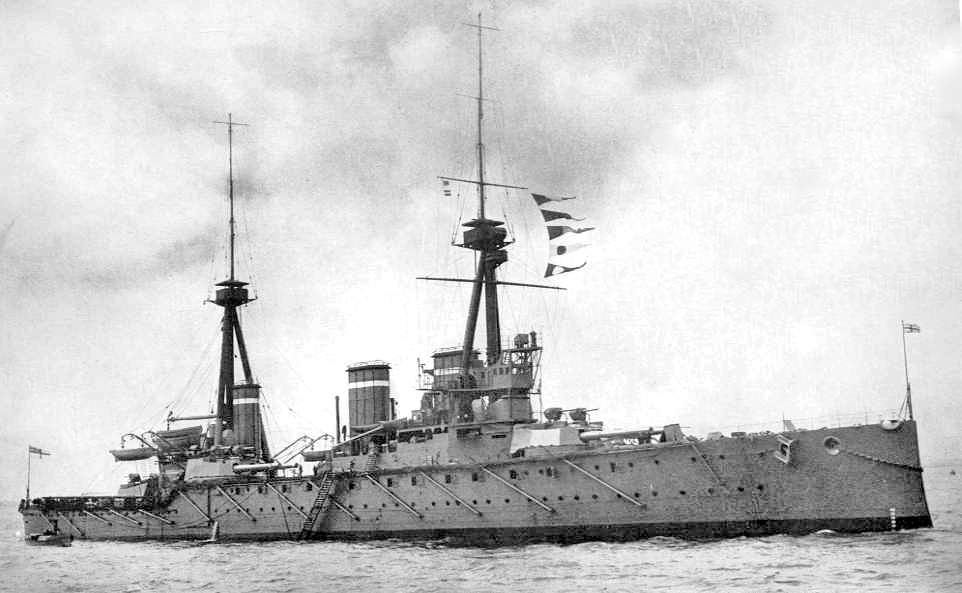
L'incrociatore da battaglia Invincible.

Subito dopo le 19:00, l'incrociatore tedesco SMS Wiesbaden era rimasto immobilizzato da un proietto lanciato dall'HMS Invincible; gli incrociatori da battaglia tedeschi virarono di 16 quarte verso nord-est e si diressero verso l'incrociatore danneggiato. La III squadra da battaglia della flotta tedesca, comprendente le più potenti e moderne navi della flotta, cambiò rotta per dirigersi verso il Wiesbaden. Contemporaneamente, la III e la IV Light Cruiser Squadron (squadra di incrociatori leggeri) si lanciarono in un attacco con i siluri contro la linea tedesca; mentre avanzavano per raggiungere la distanza di lancio dei siluri, bombardarono il Wiesbaden con i loro cannoni. I cacciatorpediniere britannici, HMS Onslow e HMS Acasta si avvicinarono per silurare la Lützow, senza successo. L'Onslow fu colpito tre volte dai cannoni secondari della Lützow e fu costretto a ritirarsi.
Alle 19:15, gli incrociatori da battaglia tedeschi avvistarono l'incrociatore corazzato britannico HMS Defence, che partecipava all'attacco al Wiesbaden. Il contrammiraglio Hipper esitò inizialmente ad aprire il fuoco, pensando che fosse l'incrociatore tedesco Rostock, ma alle 19:16, il Kapitän zur See (KzS) Harder, comandante della Lützow, ordinò alla sua nave di fare fuoco. Le altre navi tedesche si unirono al fuoco; La Lützow lanciò cinque bordate in rapida successione. in meno di 5 minuti, il Defence fu colpito da molti proietti di grosso calibro. Una salva riuscì a penetrare nella santabarbara e fece detonare le cariche, l'incrociatore scomparve in una enorme esplosione.

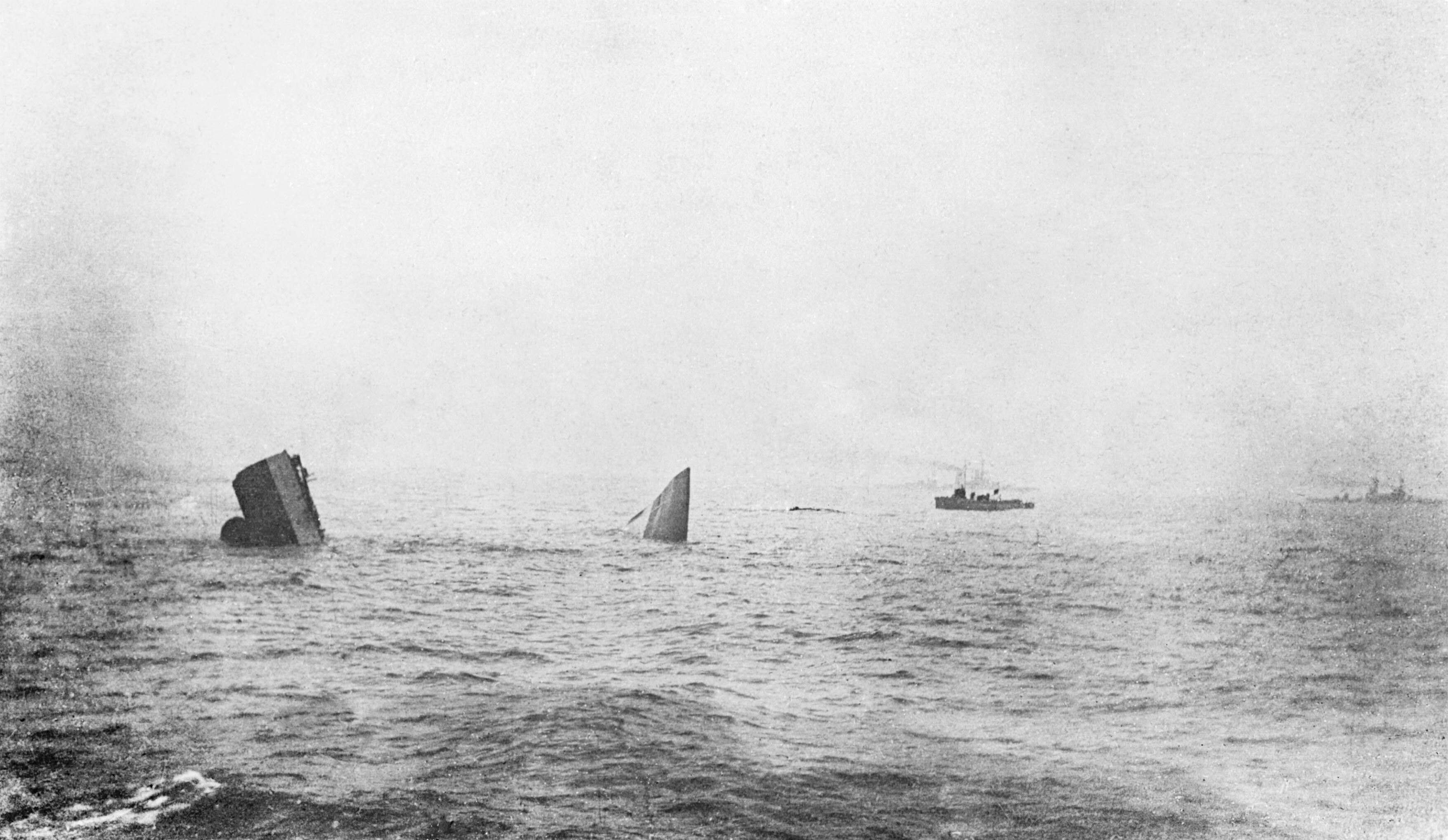
Invincible affonda dopo essere stato spezzato in due parti dall'esplosione della santabarbara.

Per le 19:24, il 3rd Battlecruiser Squadron (terza squadra incrociatori da battaglia, in lingua inglese) si ricongiunse con le unità rimanenti della squadra di Beatty di fronte alla linea tedesca. Le navi britanniche avvistarono per primi il Lützow e il Derfflinger ed iniziarono a colpirli. In otto minuti, l'incrociatore da battaglia HMS Invincible centrò con otto proietti il Lützow. Questi colpi, concentrati sullo scafo, furono la prima causa degli allagamenti che causarono la perdita della nave. Contemporaneamente il Lützow ed il Derfflinger concentrarono il tiro sul proprio avversario, ed alle 19:33, la terza salva del Lützow raggiunse la torretta centrale dell'Invincible e fece detonare le cariche. Subito dopo, la santabarbara di prua esplose la nave sparì in una sequenza di enormi esplosioni.
Per le 19:30, la Hochseeflotte, che fino ad allora era all'inseguimento degli incrociatori da battaglia britannici, non era ancora entrata in contatto con la Grand Fleet. Scheer stava considerando di ritirarsi prima del tramonto per evitare gli attacchi notturni delle torpediniere. Comunque, l'incontro delle sue avanguardie con la Grand Fleet, pose fine alla questione, rendendogli impossibile la ritirata a meno di sacrificare le lente corazzate della II squadra da battaglia, oppure coprirne la ritirata con le sue unità migliori rischiandole contro la superiore potenza di fuoco avversaria Invece, Scheer ordinò alle sue navi di virare di 16 quarte a dritta, in modo da porre le corazzate pre-dreadnoughts sul lato opposto del fuoco avversario.

#### LaLützowsi ritira
Gli incrociatori da battaglia, ad eccezione del Lützow, che non riusciva a tenere la velocità e aveva perso contatto, eseguirono la manovra richiesta, che li portò a poppa del König.
La Lützow cercò di ritirarsi verso sud-ovest per sfuggire al tiro britannico.
Solo quattro cannoni principali erano in grado di funzionare, dei cannoni secondari solo 3, dei quattordici installati, erano efficienti e solo uno sul lato di dritta, per i sistemi di comunicazione, quelli via radio erano distrutti e degli otto proiettori da segnalazione, solo uno a poppa era funzionante ma le comunicazioni tra la coffa del proiettore e la plancia erano interrotte.
Per le 20:00, gli allagamenti della parte anteriore dello scafo avevano raggiunto la santabarbara della torretta di prua. L'equipaggio della torretta cercò di trasportare quante più cariche di lancio e proietti potessero essere stivati nella camera di manovra della torretta. Poco prima, alle 19:50, il Kommodore Michelson, sull'incrociatore tedesco Rostock, inviò le torpediniere della I Half-Flotilla per assistere la Lützow. La SMS G39 si avvicinò per imbarcare Hipper ed il suo staff, per trasferirlo su uno degli altri incrociatori da battaglia della sua squadra. La SMS V45 e la SMS G37 iniziarono a creare una cortina fumogena tra la nave danneggiata e la linea britannica, ma alle 20:15, prima che venisse completata, la Lützow fu colpita da quattro colpi di grosso calibro in rapida successione. Uno penetrò la torretta superiore di prua, mettendola temporaneamente fuori uso. Il proietto fece detonare una carica di lancio che distrusse il cannone di destra. Il secondo colpo mise fuori uso il servomeccanismo elettrico del brandeggio della torretta di poppa, che, in seguito, dovette essere azionato a mano. La Lützow lanciò il suo ultimo proietto alle 20:45, quando la cortina fumogena ormai la proteggeva dalle navi nemiche.
Mentre la flotta tedesca iniziava a ritirarsi, dopo il tramonto, la Lützow, procedendo a 15 nodi, cercò di passare dietro la linea tedesca per evitare l'area dello scontro. Alle 22:13, l'ultima nave della linea perse di vista la Lützow, che non era in grado di tenere il passo della flotta. L'ammiraglio Reinhard Scheer, il comandante della Hochseeflotte, sperava che in quella nebbiosa oscurità, la Lützow potesse evitare di essere avvistata dal nemico e riuscisse a raggiungere un porto amico. Alle 21:30, la nave affondava gradualmente. Il mare iniziava a spazzare il ponte e ad allagare il castello di prua sopra il ponte corazzato superiore; questo portò a maggiori problemi per la nave.

#### LaLützowaffonda

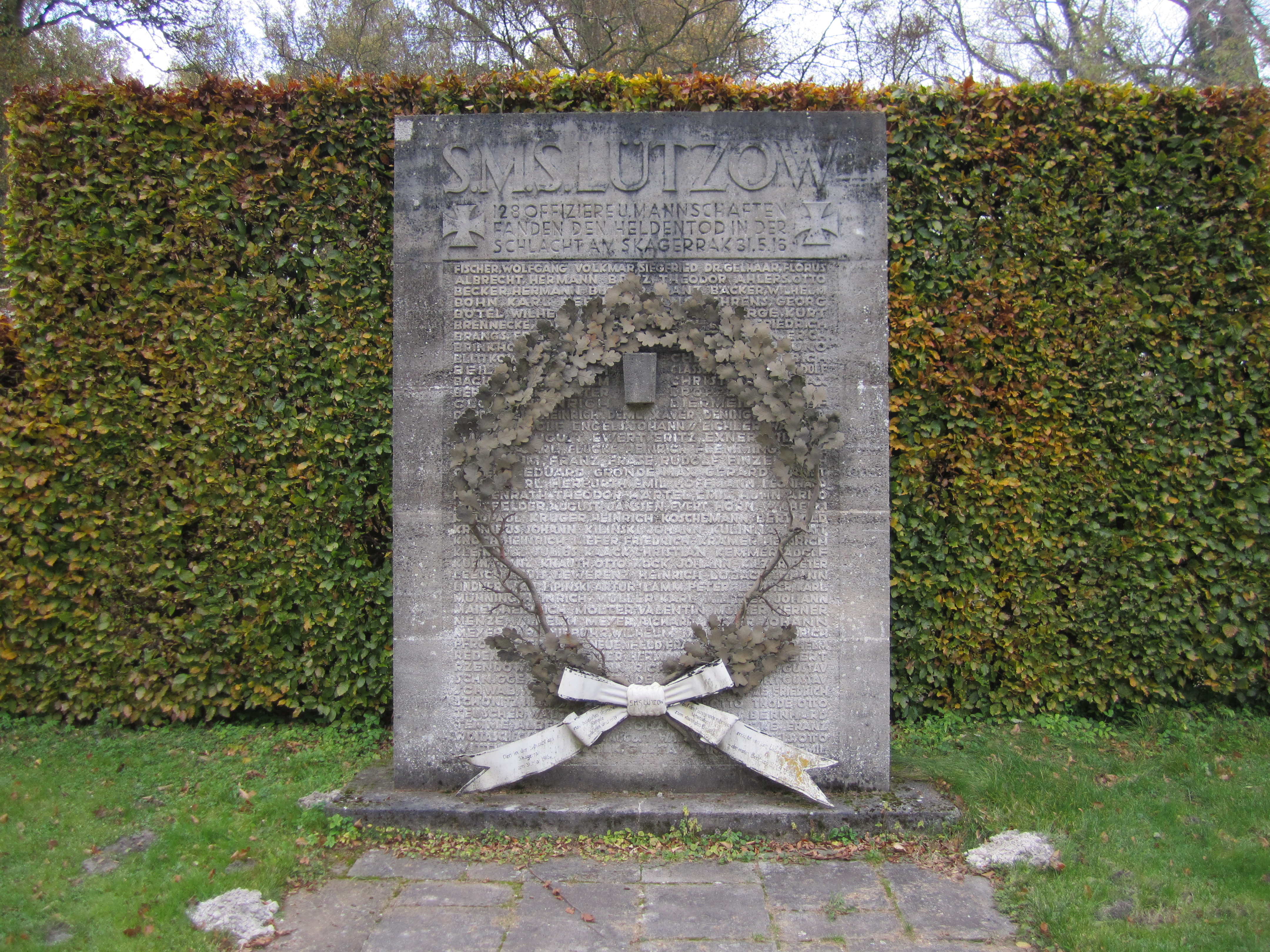
Monumento ai caduti della Lützow presso il cimitero di guerra Ehrenfriedhof Wilhelmshaven di Wilhelmshaven in Germania.

A mezzanotte c'era ancora la speranza che la nave potesse farcela a tornare in porto. La nave era ancora in grado di sviluppare 7 nodi fino alle 00:45 quando iniziò ad imbarcare più acqua. Alle 01:00, le pompe non riuscivano più a bilanciare l'acqua che entrava dalle falle. L'acqua entrò nel compartimento dei generatori di prua rendendo inutilizzabile l'illuminazione elettrica a bordo. La Lützow, alle 01:30, era così bassa sul mare che l'acqua iniziò ad entrare nel compartimento delle caldaie anteriore. A questo punto tutti i compartimenti della parte anteriore della nave erano allagati fino alla torre di comando. L'acqua entrava dai fori di proiettile presenti nel castello di prua così che tutta la parte superiore delle sovrastrutture e le barbette di prua erano egualmente allagate. L'equipaggio tentò tre volte di riparare le falle sul castello di prua ma il mare che spazzava sempre di più il ponte rese vani questi tentativi.
L'equipaggio cercò dare macchine indietro per ridurre l'allagamento del ponte di prua ma le eliche fuoriuscirono parzialmente dall'acqua impedendo la manovra. Il pescaggio anteriore era aumentato e superava i 17 metri. Alle 2:20, una quantità stimata in 8.000 t di acqua era penetrata nella nave che rischiava di capovolgersi, così il capitano KzS Harder dette l'ordine di abbandonare la nave. Le torpediniere G37, G38, G40 e V45 si avvicinarono di bordo per raccogliere l'equipaggio, ma sei uomini erano intrappolati in un compartimento di prua e non furono salvati.. Per le 02:45 la Lützow era sommersa fino al ponte superiore. La torpediniera G38 lanciò due siluri contro la nave, che scomparve fra le onde due minuti dopo. La nave era circa 60 km a nord -est del faro di Horns Rev quando affondò. La posizione del relitto è stimata a 56°15′N 5°53′E.
Durante la battaglia, la Lützow utilizzò 380 proietti delle batterie principali e 400 da quelle secondarie, oltre a due siluri. Fu colpita da 24 proietti di grosso calibro britannici. L'equipaggio ebbe 115 morti e 50 feriti, secondo solo al Derfflinger, che perse 157 uomini ed ebbe 26 feriti.
Nel 2015, la nave oceanografica HMS Echo della Royal Navy condusse un'esplorazione dell'area e posò un mareografo. Nella sua missione di esplorazione, la Echo individuò la Lützow con il sonar, ad una distanza di circa otto miglia dalla sua ultima posizione nota. La Echo rilevò delle immagini sonar del relitto, per mantenere traccia delle sue caratteristiche e posizione ai fini della conservazione del relitto come cimitero di guerra.

### Riferimenti
1. 1 2 3  Gröner, pp. 56-57.
2. 1 2  Gardiner e Gray, p. 154.
3. 1 2 3  Tarrant, p. 52.
4. 1 2  Tarrant, p. 53.
5. 1 2  Tarrant, p. 54.
6. 1 2 3 4 5 6  Tarrant, p. 62.
7. ↑  Tarrant, p. 87.
8. ↑  Bennett, p. 183.
9. 1 2  Halpern, p. 318.
10. ↑  Tarrant, p. 90.
11. ↑  Tarrant, p. 92.
12. ↑  Tarrant, p. 93.
13. ↑  Tarrant, pp. 93-94.
14. ↑  Tarrant, p. 94.
15. ↑  Tarrant, p. 96.
16. ↑  Tarrant, pp. 100-101.
17. ↑  Tarrant, p. 104.
18. ↑  Tarrant, p. 110.
19. ↑  Tarrant, p. 118.
20. ↑  Tarrant, p. 137.
21. ↑  Tarrant, pp. 138-139.
22. ↑  Campbell, pp. 116-117.
23. ↑  Campbell, pp. 180-181.
24. ↑  Tarrant, p. 140.
25. ↑  Tarrant, pp. 147-149.
26. ↑  Tarrant, p. 150.
27. ↑  Tarrant, p. 152.
28. ↑  Tarrant, pp. 152-153.
29. 1 2  Tarrant, pp. 155-156.
30. ↑  Corbino, p. 285.
31. 1 2  Campbell, p. 272.
32. ↑  Tarrant, p. 157.
33. ↑  Tarrant, p. 159.
34. ↑  Tarrant, p. 186.
35. ↑  Tarrant, p. 191.
36. ↑  Tarrant, p. 202.
37. 1 2 3 4  Tarrant, p. 249.
38. ↑  Campbell, p. 283.
39. ↑  Campbell, p. 306.
40. ↑  Staff 2014, p. 278.
41. ↑  Campbell, p. 294.
42. ↑  Tarrant, p. 292.
43. ↑  Tarrant, p. 296.
44. ↑  Tarrant, p. 298.
45. ↑   One last Echo from Jutland, su Royalnavy.mod.uk, 1º settembre 2015. URL consultato il 2 giugno 2016 (archiviato dall'url originale il 18 febbraio 2020).